# Yuto Oshiro
Yuto Oshiro (大城 佑斗 Oshiro Yuto?), född 19 oktober 1996 i Aichi prefektur, är en japansk fotbollsspelare.
Oshiro började sin karriär 2019 i AC Nagano Parceiro.